# Giovanni Battista Ruoppolo
Giovanni Battista Ruoppolo (né à Naples en 1629, où il est mort en 1693) est un peintre italien baroque, qui fut actif au XVIIe siècle.

## Biographie
Giovanni Battista Ruoppolo est un peintre napolitain de l'époque baroque, notamment pour la peinture de natures mortes. Il est disciple de Paolo Porpora (1617-1673), un contemporain de Salvator Rosa. Porpora fait partie des élèves qui forment une école active à Naples avec les frères Giovan Battista et Giuseppe Recco et son propre frère Giuseppe Ruoppolo.
Les initiales de Ruoppolo correspondent à ceux du jeune Recco, par conséquent certaines attributions de toiles peuvent être erronées. Par certains aspects ses peintures rappellent le Caravage (La Tombée de la nuit, Bol de fruits et de fleurs).
Vers 1631, il influença probablement la peintre Giovanna Garzoni, formée à Rome, qui fut au service du vice-roi.

## Œuvres
- Fleurs avec une coupe de cristal, v. 1655, huile sur toile, 148 × 113 cm, musée Capodimonte, Naples